# 多摩川ホールディングス
株式会社多摩川ホールディングス（たまがわホールディングス、英: TAMAGAWA HOLDINGS CO., LTD.）は、東京都港区に本社を置き、通信機器などの製造販売を行う「多摩川電子」を傘下に持つ持株会社である。

## 概要
神奈川県綾瀬市にて通信機器・部品を製造する株式会社多摩川電子が、2007年10月会社分割により株式会社多摩川ホールディングスに商号変更し誕生した。これによりかつての多摩川電子は多摩川ホールディングスの100％出資子会社として新設された。

## 所在地
- 本社 - 東京都港区芝2丁目28番9号 芝二丁目ビル 11階

## グループ企業
多摩川ホールディングスはグループ中核の持株会社であり、子会社の多摩川電子が主な事業を行なっている。また、太陽光エネルギー事業も好調で、2013年6月より自社メガソーラーの売電が開始している。

### 株式会社多摩川電子
- 英文社名 - TAMAGAWA ELECTRONICS CO,.LTD.
- 創業 - 1967年9月（会社分割後の株式会社設立は2007年10月）
- 代表者 - 小林正憲（代表取締役社長）
- 所在地 - 神奈川県綾瀬市上土棚中3-11-23
- 資本金 - 3億1千万円
- 従業員数 - 145名
- 事業内容 - 通信用機器および部品並びに電子応用機器の製造及び販売

創業時より高周波無線技術を主観事業として、それに関連した通信機用の機器や部品（アッテネータ、分配器・結合器等）の製造、販売を行なっている。

### 株式会社多摩川エナジー
- 英文社名 - TAMAGAWA ENERGY CO.,LTD.
- 設立 - 2013年2月
- 代表者 - 野口靖彦（代表取締役社長）
- 所在地 - 東京都港区2丁目28番9号　芝二丁目ビル 11階
- 資本金 - 10百万円
- 事業内容 - 再生可能エネルギーシステムの販売

## 沿革
- 1968年11月 - 有限会社多摩川電子を設立。
- 1970年5月 - 有限会社から株式会社へ組織変更。
- 1977年4月 - 現在地に本社工場を移転。
- 1999年8月 - ジャスダックに上場。
- 2007年10月 - 持株会社となり、株式会社多摩川ホールディングスに商号変更。
- 2010年
  - 2月 - 100％子会社としてバイオエナジー・リソーシス株式会社を設立
  - 6月 - グループ100%子会社としてPT.Indonesia Biomass Resources を設立
- 2011年
  - 7月 - 太陽光エネルギー事業を開始
  - 10月 -「太陽光エネルギー事業準備室」を「太陽光エネルギー事業部」に改称
- 2012年
  - 2月 - 九州地域における営業拠点として、「太陽光エネルギー事業部　福岡営業所」を開設
  - 7月 - 太陽光発電所事業を開始
  - 9月 - 100％子会社 株式会社GPエナジーを設立
  - 8月 - 第三者割当増資を実施
- 2013年
  - 1月 - 100％子会社として株式会社GPエナジー2、株式会社GPエナジー3を設立
  - 2月 - 100％子会社として株式会社多摩川ソーラーシステムズを設立。株式会社多摩川ホールディングス東京事務所を開設
  - 3月 - バイオエナジー・リソーシス株式会社清算
  - 6月 - 適格機関投資家として効力発生。多摩川ホールディングスの太陽光システム販売事業を100％子会社多摩川ソーラーシステムズへ移管。山口県下関市メガソーラー発電所の売電開始
  - 7月 - 100％子会社　株式会社GPエナジー3-A、株式会社GPエナジー5および株式会社GPエナジー6を設立
- 2014年
  - 4月 - 1株を3株とする株式分割を実施
  - 12月 -「太陽光エネルギー事業」を「再生可能のエネルギー事業」に改称
- 2015年
  - 2月 - 千葉県館山市メガソーラｰ発電所の売電開始
  - 3月 - 千葉県袖ケ浦市メガソーラｰ発電所の売電開始
  - 4月 - 株式会社多摩川電子がベトナムに「TAMAGAWA ELECTRONICS VIETNAM CO.,LTD」を設立
  - 5月 -「株式会社多摩川ソーラー・システムズ」から「株式会社多摩川エナジー」へ社名変更
- 2022年11月 - 東京都港区2丁目28番9号　芝二丁目ビル 11階に本店移転[2]。